# Chryses
Trong thần thoại Hy Lạp, Chryses (/ˈkraɪsiːz/; Hy Lạp, Χρύσης Khrúsēs, có nghĩa là "vàng") là người trông coi đền thờ thần Apollo ở Chryse, gần với thành Troy.

## Gia đình
Theo Eustathius của Thessalonica, Chryses và Briseus (cha của Briseis) là hai anh em, con của một người đàn ông tên Ardys (nếu không phải vậy thì không rõ).

## Thần thoại
Trong thời gian xảy ra chiến tranh thành Troy (trước khi câu chuyện được kể lại trong tác phẩm Iliad của Homer xảy ra),  Agamemnon được trao thưởng người nữ tỳ Chryseis (Astynome) vì những chiến công của ông lập được. Khi Chryses cố gắng chuộc lại con gái, Agamemnon từ chối trả lại Chryseis cho ông. Chryses cầu xin thần Apollo hãy giáng xuống quân Hy Lạp một dịch bệnh trừng phạt họ để bảo vệ danh dự của mình. Agamemnon buộc phải trả lại Chryseis nhằm chấm dứt dịch bệnh. Sự trừng phạt quân Hy Lạp không phải vì hành động bắt giữ Chryseis của Agamemnon (những vụ bắt cóc tương tự như vậy rất phổ biến thời Hy Lạp cổ đại) mà là vì việc ông từ chối thả người nữ tỳ ra theo lời cầu xin của cha cô.